# Vadnyugati galiba
A Vadnyugati galiba az Olsen ikrek filmje 1994-ből.

## Cselekménye
A kis Susie Martin (Mary-Kate Olsen) és Jessica Martin (Ashley Olsen) apukájukkal, Stephen Martinnal (Patrick Cassidy) élnek a városban.
Egy nap levelet kapnak megboldogult anyukájuk, Sarah, kedvenc helyéről a Rafter vendégfarmról, Natty-től (Peg Phillips), aminek hatására lemennek a vendégfarmra. A vendégfarm ugyan is segítségre szorul.
Kicsit később a lányok rájönnek, hogy minden gond mögött Natty semmirekellő fia, Bart Gefooley (Martin Mull) áll.
Sok nagyszerű kaland kíséretében a lányok felveszik a harcot Bart-tal és végül új barátjuk Leo McRugger (Loen Pownall) segítségével legyőzik Bart-ot és visszaállítják a Rafter vendégfarm régi pompáját és forgalmát, Bart pedig elnyeri méltó büntetését és így minden jó ha jó a vége.

## Szereplők
| Szerep              | Színész         | Szinkronhag                                                                         |
| ------------------- | --------------- | ----------------------------------------------------------------------------------- |
| Susie Martin        | Mary-Kate Olsen | amíg otthon vannak: Bogdányi Titanilla onnantól, hogy lemennek a farmra: Szabó Luca |
| Jessica Martin      | Ashley Olsen    | amíg otthon vannak: Szabó Luca onnantól, hogy lemennek a farmra: Bogdányi Titanilla |
| Stephen Martin      | Patrick Cassidy | Kassai Károly                                                                       |
| Bart Gefooley       | Martin Mull     | Blaskó Péter                                                                        |
| Natty               | Peg Phillips    | Kassai Ilona                                                                        |
| George Tailfeathers | Ben Cardinal    | Gesztesi Károly                                                                     |
| Laura Forrester     | Michele Greene  | Farkasinszky Edit                                                                   |
| Leo McRugger        | Leon Pownall    | Máté Gábor                                                                          |
| Mr. Sulton a bankár | Bartley Bard    | Várkonyi András                                                                     |
| kislány a kocsiban  | Elizabeth Olsen |                                                                                     |

## Zenék
| Előadó                    | Cím                   | Mikor szólal meg                                                                      |
| ------------------------- | --------------------- | ------------------------------------------------------------------------------------- |
| Mary-Kate és Ashley Olsen | At the And of the Day | 1:07.50 – Amikor a McRugger-ékkal töltött első nap után szomorúan ülnek a tábortűznél |

## Érdekességek
Mary-Kate ezen film forgatása során szerette meg igazán a lovaglást.
Ashley-t a forgatás közben ledobta magáról egy ló. Azóta nem szeret lovagolni és fél a lovaktól.
Mary-Kate és Ashley előszeretettel adnak kameó szerep lehetőségeket barátaiknak, családtagjaiknak és korábbi filmjeikből, sorozataikból színésztársaiknak is. Ilyen volt a kislány az autóban szerep is Lizzie Olsen (Mary-Kate és Ashley kishúga) számára. Egy mondatot is kapott a filmben (a legtöbb kameo szerep esetében meg sem szólal a kameó szereplő).